# Верхний Нагольчик
Ве́рхний Наго́льчик (укр. Верхній Нагольчик) — посёлок, относится к Антрацитовскому городскому совету Луганской области Украины. Де факто — с 2014 года населённый пункт контролируется самопровозглашённой Луганской Народной Республикой.

## Географическое положение
Посёлок стоит на реке Нагольчике. Соседние населённые пункты: город Антрацит (примыкает) на севере, сёла Рафайловка и Чапаевка на северо-востоке, посёлки Горняк и Тацино, сёла Ильинка, Леськино на востоке, посёлок Дубовский (примыкает), сёла Орехово и Вишнёвое на юго-востоке, посёлки Нижний Нагольчик (ниже по течению Нагольчика) на юге, Есауловка на юго-западе, Крепенский (примыкает) на западе.

## История
Поселение возникло в XVIII веке как хутор.
С 1938 года — посёлок городского типа.
В ходе Великой Отечественной войны в 1941 году селение было оккупировано наступавшими немецкими войсками, но в 1943 году — освобождено советскими войсками.
После окончания войны посёлок был восстановлен, было построено 512 индивидуальных жилых домов, проложено около 10 км водопровода и проведено озеленение. По состоянию на начало 1968 года здесь действовали предприятия местного значения (мельница и маслобойка), начальная школа, библиотека и клуб.
В январе 1989 года численность населения составляла 2174 человека.
На 1 января 2013 года численность населения составляла 1745 человек.

## Местный совет
94630, Луганская обл., Антрацитовский городской совет, пгт. Верхний Нагольчик, пер. Ленина, 1